# Ted Risenhoover
Theodore Marshall Risenhoover, detto Ted (Contea di Haskell, 3 novembre 1934 – Claremore, 10 settembre 2006), è stato un politico statunitense, membro della Camera dei Rappresentanti per lo stato dell'Oklahoma dal 1975 al 1979.

## Biografia
Nato nella contea di Haskell, Ted Risenhoover restò orfano di padre all'età di nove anni, quando il genitore rimase ucciso in un'esplosione all'interno della baia di San Francisco, dove si trovava come militare della marina nel corso della seconda guerra mondiale. Dopo il diploma di scuola superiore, Risenhoover lavorò tre anni per la Western Electric. Si arruolò successivamente nell'Air Force, dove restò per i successivi otto anni. In questo periodo si iscrisse all'Università dell'Alabama, dove studiò economia e scienze politiche; nel 1965, due anni dopo essersi congedato dal servizio militare, si laureò in economia aziendale presso la Northeastern State University. Si sposò e divorziò tre volte ed ebbe due figli.
Mentre frequentava la Northeastern, Risenhoover cominciò a lavorare per la Pictorial Press, un piccolo settimanale di Tahlequah. Negli anni ne divenne co-proprietario e presidente, acquistando in seguito anche il Tahlequah Star-Citizen. Divenne noto per il suo lavoro di denuncia contro la criminalità organizzata e ne subì le conseguenze quando la sede del suo giornale subì un attacco con l'esplosivo. Grazie al suo impegno, venne nominato membro della Oklahoma Crime Commission, dove fu impegnato dal 1970 al 1974.
Nel 1972, come esponente del Partito Democratico, si candidò infruttuosamente al Senato dell'Oklahoma. Due anni più tardi ufficializzò la propria candidatura alla Camera dei Rappresentanti per il seggio lasciato da Clem McSpadden e risultò eletto. Fu riconfermato per un secondo mandato nel 1976, ma nel 1978 venne sfidato nelle primarie da Mike Synar, che alla fine riuscì a sconfiggerlo. Durante la campagna elettorale, il Washington Post aveva pubblicato un articolo contenente delle indiscrezioni sulle abitudini personali del deputato Risenhoover, che secondo tali voci dormiva su di un letto ad acqua a forma di cuore; Synar aveva colto l'opportunità per utilizzare l'articolo come strumento politico, alimentando le speculazioni e dipingendo Risenhoover come un playboy inaffidabile.
Durante la sua permanenza al Congresso, Risenhoover si configurò come un democratico moderato.
Dopo aver lasciato il seggio, Risenhoover restò a vivere a Washington per qualche tempo, lavorando al Pentagono come assistente speciale del Dipartimento della Difesa e successivamente per il portiere della Camera dei Rappresentanti. Tornato in Oklahoma all'inizio degli anni Ottanta, vendette il suo giornale e svolse il ruolo di specialista dei servizi per l'impiego.
Ted Risenhoover morì nel 2006, all'età di settantun anni e fu seppellito con gli onori militari.